# Vallo Kirs
Vallo Kirs (nacido el 23 de noviembre de 1987) es un actor, director de teatro y futbolista estonio cuya carrera como actor comenzó como adolescente en el año 2004, y como futbolista en 2016. Kirs es posiblemente mejor recordado por su papel de Kaspar en la película Klass, dirigida por Ilmar Raag en 2007, donde obtuvo fama internacional.

## Primeros años y educación
Kirs nació en 1987 en la ciudad de Rakvere en el condado de Lääne Viru, donde asistió a la escuela primaria y secundaria en el Gimnasio Rakvere. Después de graduarse, estudió historia en la Facultad de Filosofía de la Universidad de Tartu. En 2009, Kirs dejó sus estudios en la Universidad de Tartu para estudiar actuación y dirección en la Academia de Cultura Viljandi de la Universidad de Tartu, graduándose en 2013.

## Trayectoria

### Películas
Kirs comenzó su carrera a los dieciséis y diecisiete años apareciendo como un extra sin acreditar en escenas de multitudes en dos largometrajes estonios en 2004 y 2005: Sigade revolutsioon y Malev. Esto fue seguido por el papel de Ott en el popular cortometraje de comedia Tulnukas dirigido por Rasmus Merivoo en 2006, junto a los actores Mart Avandi, Ott Sepp y Uku Uusberg. El papel más destacado de Kirs hasta la fecha fue un papel protagónico como Kaspar en el largometraje de 2007 del director Ilmar Raag Klass para Estonian Culture Film. La película se centró en el bullying desenfrenado que lleva a dos adolescentes (interpretados por Kirs y el actor Pärt Uusberg) a planear y cometer un tiroteo en la escuela. Klass recibió premios del Festival Internacional de Cine de Karlovy Vary y del Festival Internacional de Cine de Varsovia y fue la presentación oficial de Estonia para la Categoría de Mejor Película en Lengua Extranjera de los 80 Premios de la Academia, aunque no fue nominada. Kirs también ha aparecido en varias películas y cortometrajes para estudiantes.

### Televisión
En 2010, Vallo Kirs repitió su papel de Kaspar de Klass para Klass: elu pärast, una miniserie de televisión de siete partes que apareció en el ETV2 de Estonia y siguió a las secuelas del tiroteo en la escuela. Kirs ha aparecido en papeles en la serie de crimen Kelgukoerad de Kanal 2 en 2010, la serie de comedia "Ment" por TV3 en 2012 y la serie de crimen y comedia "Kättemaksukontor" en 2017. En 2017, comenzó a aparecer como Albert en la serie de televisión infantil Lotte lood.

### Teatro
Mientras estaba inscrito en la Academia de Cultura de la Universidad de Tartu Viljandi, Kirs comenzó a actuar como actor en el escenario, principalmente en el teatro Ugala en Viljandi. Después de graduarse, se comprometió en el Ugala como actor de teatro y director, donde todavía trabaja actualmente.

## Vida personal
Vallo Kirs actualmente reside en Viljandi, mientras trabajaba en el teatro Ugala. Está en una relación romántica con la actriz Klaudia Tiitsmaa. El 9 de septiembre de 2018, Tiitsmaa dio a luz a su primer hijo, llamado Vallo Kirs Jr.